# Sabina Franklyn
Sabina Franklyn, née le 15 septembre 1954 à Londres, est une actrice britannique, fille de l'acteur William Franklyn (1925–2006).

## Biographie
Elle fait ses études à la Queen's Gate School de South Kensington. Elle apparaît, à six ans, dans une dramatique où joue son père, The Big Day. Son premier rôle date de 1974, dans un épisode de Masquerades. Elle apparaît entre autres  dans Anne of Avonlea en 1975, le Retour du Saint en 1978. 
En 1980 elle est Jane, l'aînée des Bennet, dans Orgueil et Préjugés d'après le roman de Jane Austen, mais le scénario de Fay Weldon lui donne moins d'importance qu'à Charlotte Lucas, que joue Irene Richard.
En 1986 elle joue dans The Worst Witch, un téléfilm pour enfants. On la retrouve en 2001 dans la série Love in a Cold Climate d'après le roman de Nancy Mitford, en 2010 dans cinq épisodes du soap opera Coronation Street et dans un épisode de Doctors, Rock-a-Bye Baby.